# Jean Piaget
Jean Will Fritz Piaget (9 tháng 8 năm 1896 - 16 tháng 9 năm 1980) là một nhà tâm lý học và triết học người Thụy Sĩ. Ông nổi tiếng về những nghiên cứu nhận thức luận với trẻ em. Lý thuyết về phát triển nhận thức và góc nhìn nhận thức luận của Piaget được gọi chung là "Nhận thức luận di truyền" (genetic epistemology).
Piaget luôn đặt tầm quan trọng lớn đối với giáo dục cho trẻ em. Khi là Giám đốc của Văn phòng Giáo dục Quốc tế, ông từng tuyên bố rằng "chỉ có giáo dục mới có khả năng cứu những xã hội của chúng ta khỏi khả năng sụp đổ, cho dù đó là sự sụp đổ do bạo lực hay sự sụp đổ dần dần".
Piaget sáng lập Trung tâm Quốc tế cho Nhận thức luận di truyền Geneva năm 1955 và giữ chức giám đốc cho tới năm 1980. Theo Ernst von Glasersfeld, Jean Piaget là "nhà tiên phong vĩ đại cho lý thuyết học tập của chủ nghĩa kết cấu".